# Костиново
Костиново — деревня в Буйском районе Костромской области. Входит в состав Барановского сельского поселения.

## География
Находится в западной части Костромской области на расстоянии приблизительно 2 км на северо-восток по прямой от районного центра города Буй.

## История
В 1872 году здесь было учтено 13 дворов, в 1907 году — 37.

## Население
Постоянное население составляло 111 человек (1872 год), 188 (1897), 229 (1907), 122 в 2002 году (русские 98 %), 100 в 2022.